# Hoogovencement
Hoogovencement is een type cement met een andere samenstelling dan portlandcement; bij de klinker wordt hoogovenslak gemengd, een afvalproduct van de ijzerproductie in een hoogoven. Een dergelijk cement bevat uiteraard amper ijzerverbindingen. Zo'n 47% van de Belgische cementproductie is hoogovencement.

## Samenstelling
| chemische stof | procentuele bijdrage |
| -------------- | -------------------- |
| CaO            | 40-60%               |
| SiO2           | 20-40%               |
| Al2O3          | 5-10%                |
| MgO            | 0-10%                |
| Fe2O3          | <0.1%                |

## Verschillen met portlandcement

### Sterkteontwikkeling
Hoogovencement reageert doorgaans trager dan portlandcement; bij heel hoge temperaturen juist sneller. Van deze eigenschap wordt onder andere bij tunnelbekisting gebruikgemaakt. Door de verse beton op een maximale temperatuur te brengen van 65° Celsius en de rijpheid te meten, kan het beton in bijvoorbeeld 1 nacht tijd voldoende sterk zijn om te ontkisten. Bij lage temperaturen (winter) heeft het sneller bindende portlandcement de voorkeur; bij hogere temperaturen (zomer) verkiest men vaak hoogovencement. Het toevoegen van extra portlandcement CEM I 52,5 R heeft het voordeel dat een snelle aanvangssterkte en daarmee hogere begin temperatuurontwikkeling in de verse beton plaatsvindt, waardoor verharding ook bij koudere omstandigheden kan 'opstarten'.

### Warmteontwikkeling
Hoogovencement heeft een lagere hydratatiewarmte (de vermelding LH: low heat wijst hierop): het produceert minder warmte bij het reageren. Temperatuurverschillen in verhardend beton kunnen een oorzaak zijn van scheurvorming. Voor het maken van grote volumes kiest men daarom best voor een LH (meestal een hoogovencement).

### Bestandheid tegen aantasting
Hoogovencement is beter dan portlandcement bestand tegen aantasting door sulfaten, die voorkomen in zeewater, afvalwater en mest. Beton met hoogovencement heeft bovendien een grotere weerstand tegen de indringing van chloriden uit bijvoorbeeld zeewater en strooizouten. De meeste hoogovencements zijn dan ook HSR: high sulfate resistance.

### Kleur bij ontkisten
Beton met hoogovencement heeft een felblauwe kleur direct na ontkisten. Portlandcement heeft een grijze kleur. De blauwe kleur verdwijnt naarmate het oppervlak langer aan de buitenlucht bloot staat. Tevens blijft de blauwe kleur bestaan als het betonoppervlak zich onder water bevindt.

## Toekomst
Door zijn hogere milieuvriendelijkheid (hergebruik van ijzerslakken) en betere eigenschappen (tegen chemische aantasting) verdringt dit cementtype langzaam het portlandcement.